# Andrest

Andrest este o comună în departamentul Hautes-Pyrénées din sudul Franței. În 2009 avea o populație de 1.376 de locuitori.